# Koimla
Koimla är en ort i Estland. Den ligger i Lümanda kommun och landskapet Saaremaa (Ösel), i den västra delen av landet, 200 km sydväst om huvudstaden Tallinn. Koimla ligger 25 meter över havet och antalet invånare är 107. Den ligger på ön Ösel.
Terrängen runt Koimla är platt.  Närmaste större samhälle är Salme alevik, 10,1 km sydost om Koimla.